# Arturo Pinna Pintor
Arturo Pinna Pintor (Oristano, 10 agosto 1867 – Torino, 30 novembre 1951) è stato un medico italiano.
Studioso e imprenditore sanitario.

## Biografia

### Giovinezza e prima formazione
Arturo Pinna Pintor (in origine Arturo Pinna) nacque a Oristano il 10 agosto 1867 da Giuseppe Luigi e da Maria Pintor. Il padre, dopo essere stato pretore a Bologna, tornò a Oristano dove esercitò l’avvocatura fino alla morte, nel 1909. Nel figlio Arturo prevalse invece la vocazione del nonno, che era stato protomedico a Oristano. Terminati gli studi liceali a Cagliari, si trasferì a Torino dove studiò medicina, laureandosi nel 1891 con Antonio Carle. La sua tesi di laurea, sull’operazione di Phelps per la cura del piede equino, fu pubblicata quello stesso anno presso l’editore Petrini.
Dal 1891 al 1903 il giovane laureato lavora presso l’Ospedale Maria Vittoria, sia come chirurgo, sia dedicandosi alla ricerca di laboratorio, come documentano le sue pubblicazioni di questo periodo nel campo della ginecologia e dell’anatomia e istologia patologica.
Al varco dei trent’anni, la sua personalità di chirurgo e di studioso si afferma in una cerchia più ampia: nel 1896-97 è redattore per la ginecologia della “Rivista di Ostetricia, ginecologia e pediatria” dell’Università di Torino; nel settembre del 1896 partecipa al Congresso internazionale di ginecologia che si tiene a Ginevra; nel maggio del 1898 è segretario del Quarto congresso nazionale delle levatrici italiane. A proposito di quest’ultima carica va ricordato che anche in seguito la preparazione delle levatrici gli starà molto a cuore e terrà spesso lezioni e conferenze allo scopo di perfezionarla; con un’ottica per l’epoca estremamente moderna, egli auspicherà che le levatrici siano messe in grado di svolgere un efficace lavoro di prevenzione, individuando precocemente nelle loro pazienti i primi sintomi del carcinoma uterino.
Tra il 1901 e il 1903 compie un soggiorno di studi in Germania, frequentando corsi e assistendo a interventi, a stretto contatto con maestri che sono allora all’avanguardia in Europa, come Robert Michaelis von Olshausen, di cui segue le lezioni presso la Clinica Universitaria di Berlino.

### Gli inizi della Clinica Pinna Pintor
Nel gennaio del 1904, tornato a Torino, apre una sua clinica ginecologica in Corso Regina Margherita 6. Nel corso di una decina d’anni, più di 600 interventi di chirurgia, prevalentemente ginecologica, testimoniano il successo della sua iniziativa. Il 1910 segna una data importante nella sua vita: è l’anno del matrimonio con Anita Palumbo e della nascita, il 28 marzo, della loro primogenita, Maria Luisa, che sposerà l’italianista Carlo Dionisotti. Nel 1912 nasce la seconda figlia, Iole, che tradurrà per le edizioni Einaudi Willa Cather, William Makepeace Thackeray e parecchi altri autori. Nel 1913 la Clinica viene trasferita in un nuovo edificio appositamente costruito nell’allora Corso Vinzaglio (oggi corso Duca degli Abruzzi) 60. La struttura del nuovo fabbricato permette l'aggiornamento del reparto operatorio, dotato di una sala per laparatomie distinta dalla sala per interventi secondari, di camera di isolamento post-operatorio e di un locale specifico per la sterilizzazione, ad assicurare la più rigorosa asepsi.

### La Prima Guerra Mondiale e la successiva ripresa
Richiamato alle armi il 24 maggio del 1915, come capitano medico di complemento, Arturo Pinna Pintor presta servizio prima all’Ospedale Militare di Torino poi, promosso maggiore, in zona di guerra, e infine di nuovo a Torino. Il 20 giugno del 1919 viene congedato con il grado di tenente colonnello. Proprio alla vigilia dell’inizio del conflitto aveva conseguito la libera docenza all’Università di Pavia; ma come docente avrebbe tenuto un unico corso presso quell’Università , nell’anno accademico 1920-21. La riorganizzazione della clinica dopo il periodo bellico richiedeva tutte le sue energie e non lasciava quasi più spazio a quell’attività di ricerca che in giovinezza aveva svolto così intensamente.
Mentre la famiglia si ampliava – il 9 luglio 1918 con la nascita di Lia, futura moglie dello storico dell’arte Aldo Bertini, e il 25 giugno 1921 con la nascita di Plinio Pinna Pintor, che avrebbe seguito la carriera del padre, ma nel campo della cardiologia – la clinica conosceva importanti sviluppi. Nel marzo del 1920 la direzione dell’assistenza infermieristica e dei servizi generali viene affidata alle Suore Terziarie Carmelitane di Santa Teresa; a partire dal 1923 si allarga la cerchia dei collaboratori esterni, tra i quali alcuni diventano consulenti permanenti nelle diverse specialità della medicina e chirurgia. Nel 1924 viene aperto il reparto radiologico; si impone poi un ampliamento dell’edificio di corso Vinzaglio, che nel 1928 raggiunge ormai i quattro piani. Dai 240 ricoverati del 1925 si arriva nel 1930 a 410 e nel 1940 a 900, progresso statistico che attesta un indiscutibile, crescente successo. Ma per la seconda volta sarà la guerra a interrompere lo sviluppo della Clinica e le iniziative del suo fondatore.

### La Seconda Guerra Mondiale e l’impegno della ricostruzione
Nel novembre del 1942, l’inizio degli intensi bombardamenti notturni della Royal Air Force porta alla cessazione dell’attività della Clinica. Arturo Pinna Pintor, nei mesi successivi, decide di cercare una sede adatta per trasferire l’attrezzatura e l’attività in una località fuori dagli obiettivi militari; arriva così a un accordo con i proprietari dell’Albergo Vittoria di Beaulard, in Val di Susa, dove la clinica è ufficialmente trasferita dal 10 luglio del 1943. Nell’aprile del 1944, nonostante i bombardamenti, riprende l’attività della sede torinese, dove è predisposto un profondo rifugio antiaereo scavato nel giardino. Resta in funzione la succursale di Beaulard, la cui direzione è affidata a un brillante neolaureato in medicina, Matteo Lincoln Briccarello. Con grande abilità Briccarello riesce ad instaurare buoni rapporti con gli occupanti tedeschi, offrendo cure mediche ad alcuni di loro; nel frattempo presta soccorso ai partigiani che operano nella valle e nasconde in clinica, sotto falso nome, alcuni ebrei. La succursale di Beaulard sarà chiusa il 5 giugno del 1945.
Riparati i danni dovuti ai bombardamenti, già nei primi mesi del 1945 la clinica riprende un’intensa attività prevalentemente chirurgica, accompagnata da una forte domanda di indagini diagnostiche e di laboratorio. Per far fronte alle crescenti esigenze di questa fase di rinnovamento, vengono progettati, nel corso del 1951, nuovi sviluppi edilizi, con l’aggiunta di nuove sale operatorie e di un moderno laboratorio d’analisi. Arturo Pinna Pintor, però, non vedrà questi progetti arrivare in porto, nel 1952; provato dalle fatiche e dalle preoccupazioni della ricostruzione, scomparirà il 30 novembre del 1951, solo pochi mesi dopo la morte, avvenuta il 17 agosto del 1950, della moglie Anita.

## Opere
La operazione di Phelps : contributo allo studio del trattamento chirurgico del piede equino-varo, Torino, Petrini, 1891.

## Articoli
«Un caso di laparotomia per enorme cistoma colloide con guarigione in donna di 82 anni», Gazzetta Medica, Torino 1895.
«Note istologiche (di Ginecologia)», Rassegna di Ostetricia e Ginecologia, Napoli 1895.
«Nuovo pessario endoutero-vaginale»; Giornale R. Accademia Medica, Torino 1897.
«Notes statistiques sur le mouvement clinique et opératoire de l'Hôpital Maria Vittoria de Turin du 10 october 1887 au 31 juillet 1897», Compte rendu au Congrès Périodique International à Gèneve, 1897.
«Un caso di gravidanza extrauterina con esito raro. Laparotomia. Guarigione», Annali di Ostetricia e Ginecologia, Milano 1900.
«Corrispondenza da Berlino, argomenti ginecologici», Giornale di Ginecologia e Pediatria, Torino 1901.
«Il primo biennio della mia Clinica Ginecologica e la mia precedente pratica ospedaliera», Rassegna d’Ostetricia e Ginecologia, Napoli 1909.